# 阿爾比昂 (內布拉斯加州)
阿爾比昂（英語：Albion）是一個位於美國內布拉斯加州布恩縣的城市。根據2010年美國人口普查，該地共人口1650人，而該地的面積約為2.65平方千米。同時該地也是布恩縣的縣治。

## 地理
阿爾比昂的座標為41°41′22″N 98°00′11″W / 41.68944°N 98.00306°W，而該地的平均海拔高度為540米（即1772英尺）。